# Maldita Tentación
Maldita Tentación es una serie de televisión drama y suspenso psicológico estrenada en el canal de televisión estadounidense Estrella TV el 7 de agosto de 2017. Fue adaptado por Liliana Guzmán y Catalina Palomino y basado en una idea original de Mauricio Navas y Mauricio Miranda. Basada en la serie de culto colombiana Punto de giro, estrenada en el año 2003. Dirigida por Santiago Vargas y producida por RCN Televisión en colaboración con Estudios TeleMéxico. Está protagonizada por Valentino Lanús como Fernando Bonilla, un ingeniero con una hermosa familia, junto con Ana Layevska como Estefanía Braun e Ilse Salas como Bibiana.
El debut fue planeado por MundoFOX pero más tarde fue cancelado por razones desconocidas.
Fue transmitida en el canal 10 Ecuador

## Argumento
El ingeniero Fernando Bonilla (Valentino Lanús) vive el fin de semana más intenso de su vida en compañía de Estefanía Braun (Ana Layevska), una mujer demasiado hermosa e inteligente para ser verdad. Lo que comenzó como un encuentro casual en un sábado al azar entre los pasillos de un supermercado termina en un encuentro desenfrenado de pasión que los consume a ambos hasta el amanecer del día siguiente. Fernando no es un hombre de infidelidad o secreto, pero este pecado parece estar detrás durante la conversación del desayuno entre ellos, lo que deja en claro que lo que sucedió no es más que un escape de la vida y que todo tiene que volver a la normalidad.
Fernando regresa a su vida familiar, sin imaginar que desde este momento Estefanía pasará cada minuto para seguirlo, acosarlo con llamadas y apariencias que se vuelven abrumadoras. Desesperado por terminar con el acoso y la intrusión de la mujer, Fernando intenta mantener una discusión intensa para persuadir a la mujer de que deje de contactarlo. Al día siguiente, se despierta en circunstancias horribles mientras yace en un charco de sangre y Estefanía está muerta a su lado. Al final del día, la conciencia de Fernando está tan sucia como sus manos, pero encuentra algo de alivio con la idea de haber salvado a su familia. Sin embargo, lejos de terminar la pesadilla, Matilde, su hija de 6 años, le trae a su padre una carta que acaba de pasar por debajo de la puerta.
Fernando abre el sobre y en el interior hay una nota que dice "No me gustó lo que hiciste con mi cadáver. Hoy a las seis de la tarde en el mapa. Ni siquiera te atrevas a perderte". Esa tarde, Fernando le miente a Bibiana (Ilse Salas), su esposa, por primera vez en su vida, para que pueda escapar de su casa e ir al punto de encuentro indicado en la carta. A las seis de la tarde ha llegado a una habitación oscura donde de repente se enciende un proyector y como cuchillas de guillotina aparece en la pantalla un video que relata en secuencia el homicidio cometido por Fernando la noche anterior. Aterrorizado, no puede apartar la vista de la proyección. Fernando entonces ve a la mujer, Estafanía ella lo sorprende con su presencia y él tiene mucho miedo y en ese momento ella dice "¿Es esta la primera vez que ves a una persona resucitar de entre los muertos?".
A partir de ese momento la vida de Fernando es tomada por el miedo. Estefanía emite tareas de venganza que ha estado planeando durante años después de un trauma de la infancia. Misteriosamente, sin embargo, Fernando es el protagonista.

## Reparto
- Valentino Lanús - Fernando Bonilla
- Ana Layevska - Estefanía Braun
- Ilse Salas - Bibiana
- Francisco Rubio - Ángel
- Siouzana Melikián - Karina
- Mayra Rojas - María
- Julieta Grajales - Violeta
- Mario Loría - Andrés Arango
- Marcela Ruiz Esparza - Camila
- Roberto Montiel - Saúl Valero
- Ana Paula de León - Matilde
- Maritza Rodríguez - Lizeth
- Ari Gallegos - Tapias
- Norma Del Mar - Rosa
- Gustavo Egelhaaf - Roberto
- Fernando Gaviria - Juan Nieto
- Marco de la O
- Isadora González